# 派屈克勳爵威廉·唐納·派屈克
派屈克勳爵威廉·唐納·派屈克PC QC FRSE（1889年12月24日—1967年2月17日），英国蘇格蘭辯護律師，第一次世界大战時入伍皇家飛行隊。戰後繼續法務事業，1939年成爲蘇格蘭最高法院法官。第二次世界大战後出任远东国际军事法庭英國法官代表。

## 早年
生於英国蘇格蘭北艾尔郡达尔赖，父親是艾尔的郡法院書記威廉·史密斯·尼尔·派屈克，母親是安妮·派屈克。
就讀格拉斯哥高中，畢業後在格拉斯哥大學學習法學，1909年獲文學碩士，1912年獲法学士學位。

## 職業生涯
1913年，入職蘇格蘭辯護律師協會。
1914年，第一次世界大战爆發，入伍皇家飛行隊。1916年7月，獲任少尉，後來升爲機長，又成爲飛行指揮官。1917年派往第1中隊，並在1917年10月—1918年3月成爲對德機七勝的王牌飞行员。1918年4月10日，在梅森附近的敵軍掩護下被地面火力擊落，成爲霍尔茨明登战俘。
戰後繼續法務事業，1929年成爲蘇格蘭農業部常任律師與郡法院法官助理。1933年8月成爲御用大律師後，其敏銳與鑑識本領使其大受需要，在一些顯要案件擔任領導職務。克卢恩·穆尔松雞案、比特通行權案、因弗雷洛特獵鹿案等都引起了廣泛關注。
1937年6月，經一致同意當選辯護律師協會會長，取代法官詹姆斯·基思。高等民事法院院長諾曼德勳爵對其任命表示「真誠的高興」。
1939年，成爲高等民事法院與最高法院法官，皮特曼勋爵詹姆斯·皮特曼逝後承襲勳號成爲派屈克勳爵。1946—1948年，出任远东国际军事法庭英國法官代表，庭上有28名大日本帝国軍政領導人因戰爭罪行受審。回蘇格蘭後加入覆審部第二庭。1949年，成爲樞密院顧問官。同年格拉斯哥大學授予其名譽法學博士學位。
1950年，經罗伯特·缪尔爵士、欧内斯特·韦德伯恩爵士、托马斯·麦凯·庫柏勳爵、威廉·賴特·史密斯爵士、道格拉斯·格思里提議，當選爱丁堡皇家学会会员。

## 逝世
1967年2月17日逝於爱丁堡，享壽77歲。